# Кривоборское городище
Кривобо́рское городи́ще — археологический памятник, древнерусское вятское городище XII-XIV веков.
Кривоборское городище располагается в Кирово-Чепецком районе Кировской области, на реке Чепце, недалеко от её впадения в Вятку, между деревнями Кривобор и Городники. Городище с его гарнизоном, судя по всему, было предназначено для того, чтобы охранять вятский город Никулицын (ныне село Никульчино) от вероятного противника (финно-пермских племён). Площадь городища сравнительно небольшая — всего 0,3 га.
В ходе раскопок на городище были выявлены две крупные подпольные ямы с упавшими в них остатками печей. Были найдены железные предметы, в частности, ножи, клин от топора, замок, наконечник стрелы. Также обнаружены глиняные предметы — пряслице, русская и славяноидная посуда. Все вещи датируются XII-XIV веками. Недалеко от городища, в низовьях Чепцы, был обнаружен Усть-Чепецкий могильник.